# British Champions Long Distance Cup
Groupe 1
La British Champions Long Distance Cup est une course hippique de plat se déroulant en octobre sur l'hippodrome d'Ascot en Angleterre.

## Caractéristiques et histoire
Course de groupe 1 ouverte aux chevaux de 3 ans et plus, disputée sur la distance de 3 200 mètres, elle se dispute le jour du British Champions day, en même temps que les British Champions Sprint Stakes, les British Champions Fillies' and Mares' Stakes, les Queen Elizabeth II Stakes et les Champion Stakes. L'allocation s'élève à £ 500 000.
La première édition de cette course eut lieu en 1873, à Newmarket, sous le nom de Jockey Club Cup. À l'instauration du système des groupes en 1971, elle est classée groupe 3. La course a été transférée à Ascot et pris son appellation actuelle en 2011, quand fut créé le British Champions Day. Elle accède au statut groupe 2 en 2014, puis groupe 1 en 2025. 

## Palmarès depuis 2011
| Année                         | Vainqueur          | S/A | Pays        | Père             | Jockey            | Entraîneur          | Propriétaire                  | Deuxième          | Troisième        | Temps   |
| ----------------------------- | ------------------ | --- | ----------- | ---------------- | ----------------- | ------------------- | ----------------------------- | ----------------- | ---------------- | ------- |
| 2025                          |                    |     |             |                  |                   |                     |                               |                   |                  |         |
| Éditions labellisées groupe 2 |                    |     |             |                  |                   |                     |                               |                   |                  |         |
| 2024                          | Kyprios            | M.6 | Irlande     | Galileo          | Ryan Moore        | Aidan O'Brien       | Moyglare Stud Farm & Coolmore | Trawlerman        | Sweet William    | 3'25"91 |
| 2023                          | Trawlerman         | H.5 | Royaume-Uni | Golden Horn      | Lanfranco Dettori | John & Thady Gosden | Godolphin                     | Kyprios           | Sweet William    | 3'22"14 |
| 2022                          | Trueshan           | H.6 | Royaume-Uni | Planteur         | Hollie Doyle      | Alan King           | Singula Partnership           | Coltrane          | Trawlerman       | 3'30"22 |
| 2021                          | Trueshan           | H.5 | Royaume-Uni | Planteur         | Hollie Doyle      | Alan King           | Singula Partnership           | Tashkhan          | Stradivarius     | 3'30"68 |
| 2020                          | Trueshan           | H.4 | Royaume-Uni | Planteur         | Hollie Doyle      | Alan King           | Singula Partnership           | Search For A Song | Fujaira Prince   | 3'35"75 |
| 2019                          | Kew Gardens        | M.4 | Irlande     | Galileo          | Donnacha O'Brien  | Aidan O'Brien       | Coolmore                      | Stradivarius      | Royal Line       | 3'29"53 |
| 2018                          | Stradivarius       | M.4 | Royaume-Uni | Sea The Stars    | Lanfranco Dettori | John Gosden         | Bjorn Nielsen                 | Thomas Hobson     | Sir Erec         | 3'37"51 |
| 2017                          | Order of St George | M.4 | Irlande     | Galileo          | Ryan Moore        | Aidan O'Brien       | Coolmore                      | Torcedor          | Stradivarius     | 3'37"84 |
| 2016                          | Sheikhzayedroad    | H.7 | Royaume-Uni | Dubawi           | Martin Harley     | David Simcock       | Mohammed Jaber                | Quest For More    | Simple Verse     | 3'31"52 |
| 2015                          | Flying Officer     | H.5 | Royaume-Uni | Dynaformer       | Lanfranco Dettori | John Gosden         | George Strawbridge            | Clever Cookie     | Wicklow Brave    | 3'32"19 |
| 2014                          | Forgotten Rules    | H.4 | Irlande     | Nayef            | Pat Smullen       | Dermot Weld         | Moyglare Stud Farm            | Biographer        | Pallasator       | 3'36"77 |
| Éditions labellisées groupe 3 |                    |     |             |                  |                   |                     |                               |                   |                  |         |
| 2013                          | Royal Diamond      | H.7 | Irlande     | King's Best      | Johnny Murtagh    | Johnny Murtagh      | Andrew Tinkler                | Harris Tweed      | Eye of The Storm | 3'38"09 |
| 2012                          | Rite of Passage    | H.8 | Irlande     | Giant's Causeway | Pat Smullen       | Dermot Weld         | Dr. R. Lambe                  | Aiken             | Askar Tau        | 3'35"98 |
| 2011                          | Fame and Glory     | M.5 | Irlande     | Montjeu          | Jamie Spencer     | Aidan O'Brien       | Coolmore                      | Opinion Poll      | Colour Vision    | 3'26"50 |